# СКА Ростов
СКА „Ростов“ е руски футболен отбор от Ростов на Дон. Основан е през 1937 г.

## История
По времето на Съветския съюз, когато СКА е армейски отбор, ростовци са от средняците в шампионата. През 1966 г. печелят сребърните медали в първенството. През 1969 и 1971 г. СКА достига финал на националната купа. През 1981 г., под ръководството на Владимир Федотов, СКА побеждава „Спартак“ (Москва) на финала за Купата на Съюза. Това е единственият трофей на отбора в 74-годишната му история.
В шампионата на Русия нямат големи успехи, освен спечелването на 2 дивизия през 2001 г. и 13-о място в 1 дивизия през 2008 г. Поради финансови проблеми обаче СКА изпада във Втора дивизия. През 2011/12 „армейците“ завършват на последното 18-о място. Въпреки че трябва да изпаднат според правилата, СКА остава във 2-ра дивизия. На 27 февруари 2013 отборът е изключен от професионалния футбол поради финансови проблеми.
През лятото на 2013 СКА взима професионалният лиценз на Динамо (Ростов на Дон) и се преименува на СКВО. По-късно, отборът се връща в предишното си име СКА.

## Известни играчи
- Виктор Понеделник
- Сергей Андреев
- Александър Заваров
- Олег Веретенников
- Валери Газаев
- Александър Тарханов
- Руслан Нигматулин
- Андрей Федков
- Станислав Лебединцев